# Помощницы вермахта

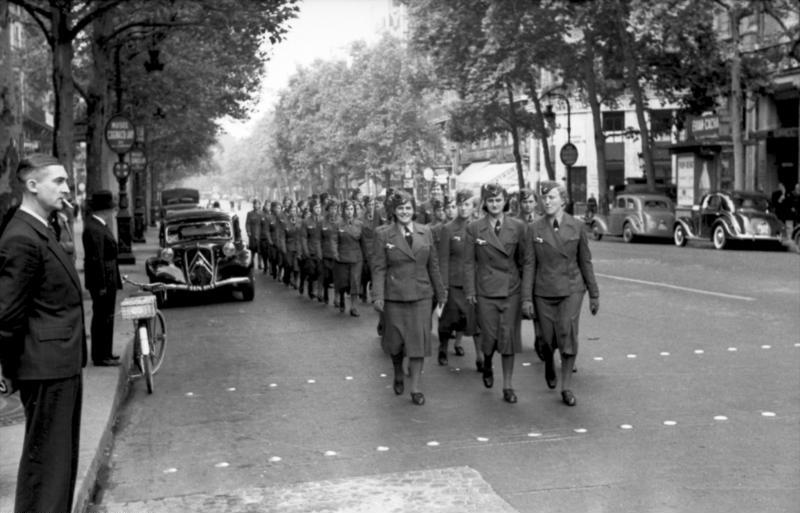
Помощницы вермахта в оккупированном Париже, Франция, 1940

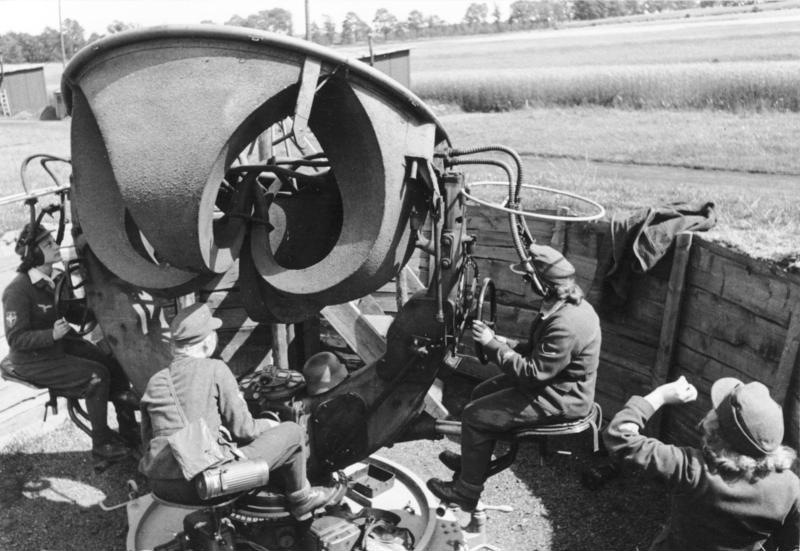
Женский расчет поста ВНОС, 1943

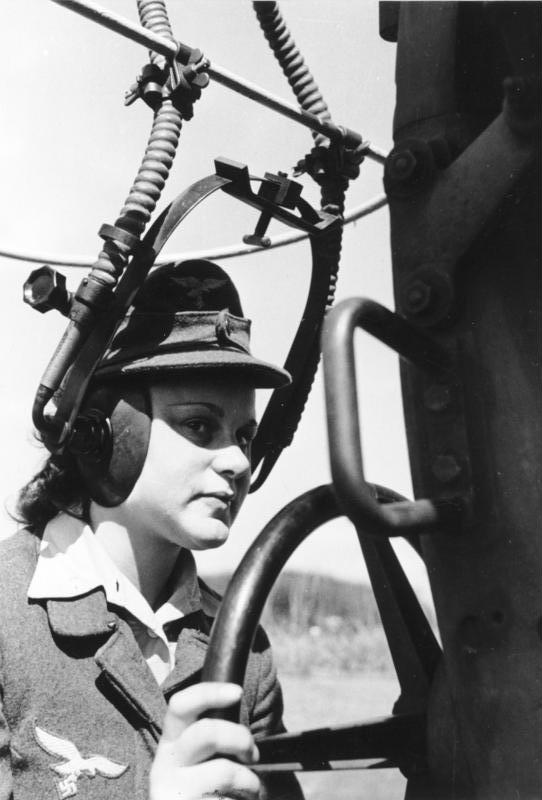
Оператор установки ВНОС

Помощницы вермахта (нем. Wehrmachthelferinnen) — женские вспомогательные полувоенные формирования Вооружённых сил Германии во время Второй мировой войны.

## История
В нацистской Германии женщины не призывались в армию, поскольку Гитлер был против призыва женщин. Однако, когда многие мужчины ушли на фронт, были образованы женские вспомогательные части, получившие название «помощницы вермахта». Женщины занимали такие вспомогательные должности, как:
- телефонные операторы;
- административные клерки и машинистки;
- операторы прожекторов противовоздушной обороны;
- сотрудники метеорологических служб и вспомогательный персонал гражданской обороны;
- медсестры-волонтеры в военной службе здравоохранения (аналогично роли женщин, работавших в Немецком Красном Кресте или других добровольных организациях).

Они находились в подчинении управления вспомогательных войск (вспомогательный персонал армии, нем. Behelfspersonal), так же как хиви (восточные добровольные помощники, волонтёры, нем. Ost-Hilfswilligen), и были задействованы как в самой Германии, так и, в меньшей степени, на оккупированных территориях: в Польше, Франции, Югославии, Греции и Румынии.
К 1945 году во вспомогательных частях служило 500 тысяч женщин, половина из которых были добровольцами, а другая служила по призыву военного времени (нем. Kriegshilfsdienst).

## Участие в боевых действиях
В последние годы войны женщины служили в частях ПВО. Так, в августе 1944 года в частях ПВО люфтваффе служило 660 тысяч мужчин и 450 тысяч женщин. Расчеты зенитных прожекторов, в основном, составляли женщины.
Вспомогательный корпус вермахта достиг максимальной численности на рубеже 1944/1945 годов. В 1945 году женщинам-зенитчицам выдали пистолеты для самообороны. В феврале 1945 года помощники трех частей вермахта (армия, авиация, флот) были объединены в Корпус помощниц вермахта (нем. Helferinnenkorps).
Неизвестно, сколько помощниц вермахта погибло при исполнении своих служебных обязанностей, стало инвалидами или попало в плен. По некоторым оценкам, около 20 тысяч из них могли погибнуть в плену. Некоторые неизбежно погибали в хаосе отступления, в ходе поспешных эвакуаций, в результате бомбардировок или партизанских нападений.